# 1051
- рік темного металевого зайця за Шістдесятирічним циклом китайського календаря.

Високе Середньовіччя •  Золота доба ісламу •  Реконкіста •  Київська Русь

## Геополітична ситуація
Візантію очолює Костянтин IX Мономах. Генріх III править Священною Римською імперією, а Генріх I є королем Західного Франкського королівства.
Апеннінський півострів розділений між численними державами: північ належить Священній Римській імперії, середню частину займає Папська область, на південь від Римської області лежать невеликі незалежні герцогства, південна частина півострова належить частково Візантії, а частково окупована норманами. Південь Піренейського півострова займають численні емірати, що утворилися після розпаду Кордовського халіфату. Північну частину півострова займають християнські Кастилія, Леон (Астурія, Галісія), Наварра, Арагон та Барселона. Едвард Сповідник править Англією, Гаральд III Суворий є королем Норвегії, а Свейн II Данський — Данії.
У Київській Русі княжить Ярослав Мудрий. Королем Польщі є Казимир I Відновитель. У Хорватії править Степан I. На чолі королівства Угорщина стоїть Андраш I.
Аббасидський халіфат очолює аль-Каїм, в Єгипті владу утримують Фатіміди, в Магрибі — Зіріди, почалося піднесення Альморавідів, в Середній Азії правлять Караханіди, Хорасан окупували сельджуки, а Газневіди захопили частину Індії. У Китаї продовжується правління династії Сун. Значними державами Індії є Пала, Чола. В Японії триває період Хей'ан.

## Події
- У Реймсі відбулося вінчання французького короля Генріха I та Анни Ярославни.
- Літописна згадка про заснування Києво-Печерського монастиря.
- Поставлення митрополитом Іларіона без санкції константинопольського патріарха.
- Англійський король Едуард Сповідник вигнав Годвіна Вессекського з країни.
- Сельджуки захопили Ісфахан.
- В Японії почалася Дев'ятирічна війна — повстання самураїв у провінції Муцу.